# Restytut
Restytut – imię męskie pochodzenia łacińskiego, genetycznie cognomen na bazie przymiotnika pospolitego restitutus, co oznacza 'odnowiony, odzyskany, przywrócony do dawnych praw'.
Żeńskim odpowiednikiem jest Restytuta.
Restytut imieniny obchodzi 27 maja.
Znane osoby noszące imię Restytut:
- Restytut Staniewicz